# Темиртау
Темиртау (каз. Теміртау, рус. Темиртау) је град Казахстану у Карагандинској области. Према процени из 2010. у граду је живело 176.588 становника.

## Становништво
Према процени, у граду је 2012. живело 173.729 становника.
| 1979.    | 1989.    | 1999.    |
| -------- | -------- | -------- |
| 213.026. | 213.551. | 181.800. |